# Renée Debatz
Renée Debatz est une coureuse cycliste française de la fin du XIXe siècle.

## Biographie
Renée Debatz est d'abord actrice au théâtre des Nouveautés. Elle débute le cyclisme en 1892. La première course à laquelle elle participe, en 1893, est réservée aux artistes mais dans cette épreuve elle chute et est battue par Mademoiselle de Saint Sauveur. Debatz n'est pas satisfaite du résultat, la défie et gagne, un match sur 25 km à Buffalo,,,,.
Elle s'entraine à Buffalo avec Cassignard et Lamberjack.
Le 3 aout 1893, Renée Debatz s’empare du record de l'heure (officieux) appartenant à Mlle Saint-Sauveur sur la piste de Buffalo parcourant 28,019 km sans arrêt,,, record battu par Hélène Dutrieu en octobre de la même année. Le 26 septembre de la même année, Debatz entrainé par Henri Desgranges, ajoute un kilomètre au record avec entraineur de Dutrieu, portant la barre à 32,231 km. Debatz et Dutrieu continuent à matcher en 1894 et 1895, Debatz récupérant ses records de vitesse mais Dutrieu les reprenant. Leur rivalité contribue non seulement à la popularité du record de l'heure, mais sert également de stimulant aux courses féminines en général.
Le 25 janvier 1894, au vélodrome d'hiver, elle gagne un match de tandem mixte associée à Antony vs. Mme Bizet-Henri Rudeaux,.
En février 1894, Gabriel Davin de Champclos (1863-1946), journaliste au Rappel, invité à courir contre Renée Debatz, renonce avant leur rencontre,.
Le 25 octobre 1894, elle bat le record de l'heure avec entraîneur parcourant 35,859 km derrière un tricycle piloté par Antony et trois tandems et le 28 octobre, elle porte le record à 35,946 km derrière deux tandems, une bicyclette et un tricycle au vélodrome de Bordeaux.
Elle arrête la compétition en 1896.